# Bayarque (kommunhuvudort)
Bayarque är en kommunhuvudort i Spanien.   Den ligger i provinsen Provincia de Almería och regionen Andalusien, i den södra delen av landet, 400 km söder om huvudstaden Madrid. Bayarque ligger 817 meter över havet och antalet invånare är 257.
Terrängen runt Bayarque är bergig.Runt Bayarque är det mycket glesbefolkat, med 5 invånare per kvadratkilometer. Närmaste större samhälle är Tíjola, 1,7 km norr om Bayarque. 